# John Lipsky
John Phillip Lipsky (sinh ngày 19 tháng 2 năm 1947) là một nhà kinh tế Mỹ. Ông hiện là Giám đốc điều hành của Quỹ Tiền tệ Quốc tế. Trước đây ông là Phó Giám đốc của tổ chức này, ông đảm nhận vị trí hiện tại của mình sau khi Dominique Strauss-Kahn đã bị bắt tháng 5 năm 2011 vì cáo buộc tấn công tình dục.
Sau khi tốt nghiệp Đại học Wesleyan với bằng cử nhân ngành kinh tế học, ông đã tốt nghiệp cao học và tiến sĩ kinh tế học của Đại học Stanford.
Sau khi tốt nghiệp, ông làm việc cho Quỹ Tiền tệ Quốc tế, nơi ông đã giúp quản lý các thủ tục giám sát tỷ giá hối đoái. Được bổ nhiệm làm đại diện thường trú của IMF ở Chile từ năm 1978 (trong chế độ độc tài quân sự tướng Augusto Pinochet), Lipsky trở lại, vào năm 1980, đến trụ sở của IMF ở Washington DC để phát triển các quy trình trong các thị trường vốn quốc tế Ông cũng tham gia vào các cuộc đàm phán với các nước thành viên.
Sau 10 năm tại IMF, năm 1984 ông gia nhập Salomon Brothers ở New York. Có trụ sở tại London, Anh từ năm 1989, ông là giám đốc của Nhóm phân tích thị trường và kinh tế châu Âu của ngân hàng này. Ông trở về New York vào năm 1994, khi được bổ nhiệm làm chuyên gia kinh tế chính của ngân hàng. Năm 1998 ông gia nhập JPMorgan với vị trí chuyên kinh tế trưởng, và khi ngân hàng này sáp nhập với Chase Manhattan ông đã được bổ nhiệm làm chuyên gia kinh tế trưởng và giám đốc nghiên cứu. Sau đó ông được bổ nhiệm vào vai trò điều phối, trở thành Phó Chủ tịch Ngân hàng đầu tư JPMorgan.
"Năm 2000, ông đã chủ trì một Nhóm đánh giá lĩnh vực tài chính, được thành lập bởi cựu giám đốc Horst Köhler, để cung cấp cho IMF với một quan điểm độc lập về công tác của Quỹ vào các thị trường tài chính quốc tế." Ngày 1 tháng 9, năm 2006 ông trở về IMF làm Phó Giám đốc, kế vị Anne Osborn Krueger sau khi vị này rời khỏi vị trí này. Ngày 12 Tháng 5, 2011, Lipsky thông báo rằng ông sẽ rời chức vụ của mình vào cuối nhiệm kỳ của ông vào 31 tháng 8 năm 2011, từ chối lựa chọn để phục vụ cho một nhiệm kỳ thứ hai. Ba ngày sau, vào ngày 15 tháng 5 năm 2011, Lipsky được bổ nhiệm làm Giám đốc điều hành IMF, sau vụ từ chức Giám đốc Dominique Strauss-Kahn là do bị bắt giữ về cáo buộc tấn công tình dục.
Lipsky cũng phục vụ trong Hội đồng quản trị của Văn phòng Quốc gia Nghiên cứu Kinh tế. Hoạt động khác chuyên nghiệp của ông đã bao gồm phục vụ trong Ban Giám đốc của Hội đồng người Mỹ gốc Đức, Hội Nhật Bản, Hội đồng tư vấn của Viện Nghiên cứu Stanford chính sách kinh tế, và Hội đồng Đối ngoại
Gia đình Lipsky từ Iowa và là người Do Thái.